# Yahia Boukhari
 (décembre 2020).
Yahia Boukhari (en arabe : يحيى بوخاري), né le 15 juin 1953 à Naâma, est un homme politique algérien.

## Biographie
Yahia Boukhari est né le 15 juin 1953 dans la ville de Naâma. Il obtient sa licence en droit en 1978.

### Carrière
- Professeur à Oran de 1972 à 1978.
- Procureur de la République à la justice de Sidi Bel-Abbès de 1979 à 1994.
- Procureur général à la justice de Mascara de 1994 à 1996.
- Directeur de la recherche au ministère de la Justice de 1997 à 2001.
- Conseiller à la Cour suprême pendant la période 2001-2002.
- Directeur des études au Secrétariat général du gouvernement, 2002-2003.
- Secrétaire général du gouvernement depuis le 2 janvier 2020.